# ده بالا (قلعه‌گنج)
ده بالا، روستایی در دهستان رمشک بخش چاه دادخدا شهرستان قلعه‌گنج در استان کرمان ایران است.

## جمعیت
بر پایه سرشماری عمومی نفوس و مسکن در سال ۱۳۹۵، جمعیت این روستا برابر با ۵۳۳ نفر (۱۳۳ خانوار) بوده‌است.